# Mike Stone
Mike Stone (vagy Mike „Clay” Stone) (1951 – 2002 májusa) angol hangmérnök és zenei producer.

## Legismertebb közreműködései
Legismertebb közreműködései az America, Asia, Blue Öyster Cult, George Carlin, KISS, Foreigner, Journey, Queen, Lou Reed és Frank Zappa zenészekkel/együttesekkel voltak.  A 70-es évek végén és a 80-as évek elején független kiadóvállalatot vezetett Clay Records néven.
A Queen együttes Good Old-Fashioned Lover Boy dalában (A Day at the Races album, 1976) elénekelt pár sort.

## Munkái
- 1973 Queen – Queen, hangmérnök
- 1974 Queen – Queen II, hangmérnök
- 1974 Queen – Sheer Heart Attack, hangmérnök
- 1975 Queen – A Night at the Opera, hangmérnök
- 1976 Queen – A Day at the Races, hangmérnök, kiegészítő vokál
- 1977 Queen – News of the World, hangmérnök, társproducer
- 1978 Peter Criss – Peter Criss, hangmérnök
- 1978 Daniel Amos – Horrendous Disc, producer
- 1978 Paul Stanley – Paul Stanley, mixer
- 1981 Journey – Escape, producer
- 1982 Asia – Asia, producer
- 1982 Discharge – Hear Nothing See Nothing Say Nothing, producer
- 1982 Charged GBH – City Baby Attacked by Rats, producer
- 1983 Asia – Alpha, producer
- 1983 Journey – Frontiers, producer
- 1984 Tommy Shaw – Girls with Guns, producer
- 1986 Journey – Raised on Radio, producer
- 1987 Whitesnake – Whitesnake, producer
- 1996 Ten – Ten, társproducer és mixer
- 1996 Ten – The Name of the Rose, társproducer és mixer
- 1997 Ten – The Robe, mixer